# 라피니에서 파나마로
라피니에서 파나마로(Le Tatoue)는 이탈리아에서 제작된 드니스 드 라 파텔리에르 감독의 1968년 영화이다. 장 가뱅 등이 주연으로 출연하였다.

## 출연

### 주연
- 장 가뱅
- 루이스 드 푸네스

### 조연
- 폴 메르시
- 이베스 바사크
- 피에르 토내이드